# Підлива

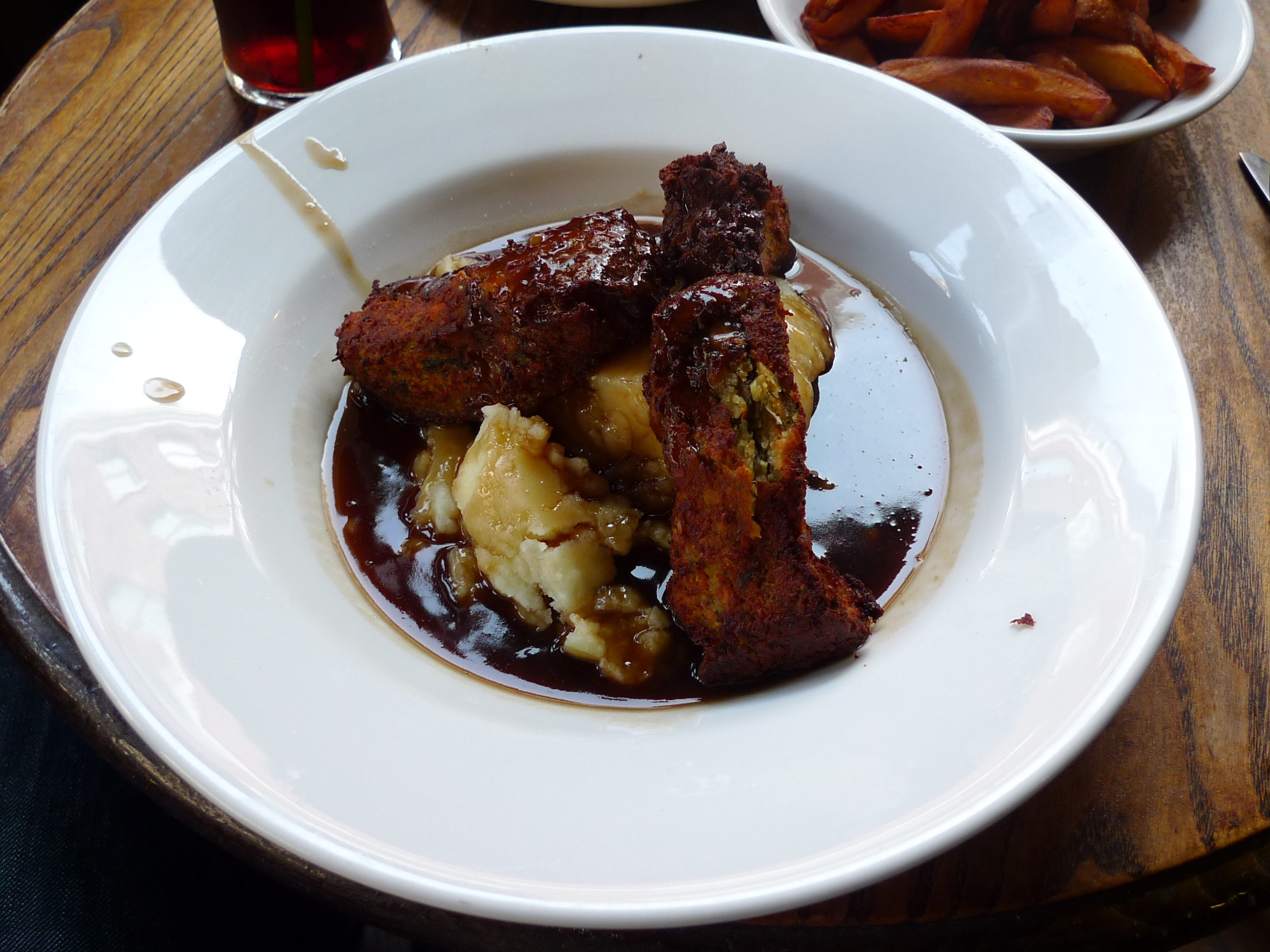
Вегетаріанські сосиски з пюре і підливою

Підли́ва, підли́вка, по́ли́вка — рідка приправа до страви; соус, який містить власні соки м'яса і/або городини, що виділяються при приготуванні страви. Французький кулінарний термін для позначення підливи — jus: у меню «стейк au jus» означає «стейк з підливою».
До підливи може додаватись загущувач: борошно, ру; проте деякі кухарі вважають це фальсифікацією. Іноді підливу готують ізольовано від основної страви з заздалегідь відокремленого шматка м'яса. У підливу додають спеції й підсилювачі смаку, такі як бульйонні кубики; вино, молоко, вершкове масло. Перед подачею страви на стіл підливу іноді додатково згущують на вогні або розбавляють водою.
При приготуванні підливи до м'яса на рожні невелику кількість рідини, що зібралася під вертелом, зачерпують знову і знову і поливають нею м'ясо яке готується. Це перший і найдавніший вид підливи, причому в нього зазвичай входила кров, що стікає з м'яса; відповідно, у православних вірян у Візантії вони були мало поширеними через заборону на вживання крові в їжу. Розквіт підлив почався у французькій кухні від XVII століття і поступово поширився на всю Європу і Америку; 1848 року в кулінарній книзі Елізи Актон перераховано 15 рецептів підливи.
Популярність підлив привела до появи у продажу готових підлив і сумішей, що їх імітують, які потрібно розвести водою, або підігріти перед подачею.